# Kričke (Pakrac)
Kričke su naselje u Republici Hrvatskoj u Požeško-slavonskoj županiji, u sastavu grada Pakraca.

## Zemljopis
Kričke se nalaze istočno od Pakraca, na sjeverozapadnim obroncima Psunja.

## Stanovništvo
Prema popisu stanovništva iz 2011. godine Kričke su imale 19 stanovnika.
| broj stanovnika | 171   | 210   | 193   | 216   | 253   | 287   | 263   | 307   | 256   | 249   | 248   | 198   | 137   | 90    | 45    | 19    | 5     |
|                 | 1857. | 1869. | 1880. | 1890. | 1900. | 1910. | 1921. | 1931. | 1948. | 1953. | 1961. | 1971. | 1981. | 1991. | 2001. | 2011. | 2021. |